# Calamoncosis sorella
Calamoncosis sorella är en tvåvingeart som först beskrevs av Becker 1911.  Calamoncosis sorella ingår i släktet Calamoncosis och familjen fritflugor.
Artens utbredningsområde är Taiwan. Inga underarter finns listade i Catalogue of Life.